# الکساندر یوست
الکساندر یوست (آلمانی: Alexander Just؛ ۱۸۷۲ – ۱۹۳۷) یک شیمی‌دان اهل آلمان بود.